# Kislovodsk
Kislovodsk (ruski: Кислово́дск) je grad u Stavropoljskom kraju, Rusija. Nalazi se u sjevernokavkaskoj regiji, između Crnog mora i Kaspijskog jezera, na 43,91° sjever i 42,72° istok.
Broj stanovnika: 
- 2004.: 129.261

Kislovodsk (u prijevodu s ruskog: Kiselovodsko) je dobio takvo ime, jer se u okolici ovog grada nalaze brojni izvori mineralne vode. Kislovodsk je grad lječilišta.
Koncem 19. i početkom 20. stoljeća, Kislovodsk je bio dom brojnim glazbenicima, umjetnicima, članima ruske aristokracije, uključujući i nobelovca Aleksandra Solženjicina.
Najbliža zračna luka se nalazi u gradu Mineralnje Vodi.

## Vanjske poveznice
- Kislovodsk.net  Arhivirana inačica izvorne stranice od 26. kolovoza 2005. (Wayback Machine), info stranica
- www.kislovodsk.org - tourism portal